# 莫寿全
莫寿全，中华人民共和国政治人物。
担任劳模。广西岑溪县第一个初级农业生产合作社马路乡莫寿全农业生产合作社主任。1954年，当选第一届全国人民代表大会代表。